# 神社合祀
神社合祀（じんじゃごうし）とは、神社の合併政策のことである。神社整理とも呼ばれ、複数の神社の祭神を一つの神社に合祀（いわゆる稲八金天神社）させるか、もしくは一つの神社の摂末社にまとめて遷座させ、その他の神社を廃することによって、神社の数を減らすというもの。主に明治時代末期に行われたものをさす。

## 前近代の神社合祀

### 岡山藩の神社合祀
寛文5年(1665年)、岡山藩主池田光政は荒神や淫祠とされた10,528神社を寄宮71社へ合祀、大社・産土社含め638社のみ存続させ、1,036カ寺のうち約6割の寺院を破却した。熊沢蕃山は排仏論を唱えた。

### 水戸藩の神社合祀
寛文6年(1666年)、水戸藩主徳川光圀は1098ヵ寺を処分、寛文7年(1667年)、山崎闇斎の影響を受けた会津藩主保科正之は神社再興と神仏混合の分離を行なう。
天保元年（1830年）、水戸藩は神儒合一、唯一神道化をめざした改革で念仏堂・薬師堂、村々の小祠堂・石仏・庚申塚・廿三夜塔を破却、一村一社制度を実施。

### 長州藩の神社合祀
天保13年（1842年）、長州藩村田清風は淫祠を廃し一村一社とする改革を実行、寺社堂庵9,666、石仏・金仏12,510を破却。国学者近藤芳樹は式内社は正祀それ以外は淫祠と述べ、岩政信比古『淫祠論評』は民衆の不安が高まると批判した。

## 明治時代の神社合祀
慶応四年（1868年）、神仏分離令がだされる。廃仏毀釈で鹿児島県では寺院は一つ残らず廃された。
王政復古……祭政一致の制に復し天下の諸神社を神祇官に属す……—慶応四年（明治元年）三月十三日,第百五十三,太政官布告、
一 中古以来、某権現或は牛頭天王之類其外仏語を以神号に相称候神社不少候何れも其神社の由緒委細に書付 早々可申出候事…… 一 仏像を以神体と致候神社は 以来相改可申候事……—慶応四年（明治元年）三月二十八日,第百九十六,太政官布告、
明治2年（1869年）6月10日、府県へ式内社・崇敬社の調査記録の提出を通達。明治3年（1870年）、調査は難航し提出期限が延長された。
先達て布告有之候延喜式神名帳に所載諸国大小之神社幷に式外にても大社之分或は即今府藩県側近にて崇敬之神社等精しく可申出事

諸国神社 敕願所之分由緒社伝御奉納之品等巨細取調可差出事 右之通に候間此旨相達候事—通達,明治二年六月十日、
延喜式神名帳所載諸国大小之神社現存之分社勿論衰替廃絶之向式外にても大社之分或は即今府藩県側近等にて崇敬之神社取調可届出は兼て御布令之通に候處差向官幣神社之分詳細取調当九月限無遅滞神祇官へ可届出候事

但各社同名所在混雑不分明之社は精精遂穿鑿其上難相分向は巨細書取を以て同官へ可伺出事—明治三年二月二十九日,太政官布告、
明治4年（1871年）5月14日太政官布告第二百三十四で神社が国の宗教機関と宣言され国家神道の体制が始まり、神職の人事権が国家に握られる。興福寺僧侶は復飾願いを提出し春日社の神官となり、旧来の春日社家社寺領は没収、廃寺の指令を受けた。春日社家、新神司、新社司も解職され野田の社家町は全滅、興福寺の院坊の多くも廃寺となり、仏像、仏具は破壊、売却され、経典古書類は売却、焼却、反古紙、包装紙となった。
神社の儀は国家の宗祀にて一人一家の私有にすへきに非さるは勿論の事に候処中古以来大道の陵夷に随ひ神官社家の輩中には神世相伝由緒の向も有之候へ共多くは一時補任の社職其儘沿襲致し或は領家地頭世変に因り終に一社の執務致し居り其今村邑小祠の社家等に至る迄総て世襲と相成社入を以て家禄と為し一己の私有と相心得候儀天下一般の積習にて神官は自然士民の別種と相成祭政一致の御政体に相悖り其弊害不尠候に付今般御改正被為在伊勢両宮世襲の神官を始め天下大小の神官社家に至る迄精拱補任可致旨被 仰出候事—明治四年（1871年）五月十四日太政官布告第二百三十四、
明治4年5月14日太政官布告第二百三十五にて官社（官幣大社・官幣中社・官幣小社・別格官幣社・国幣大社・国幣中社・国幣小社）、諸社（府社・藩社・縣社・郷社）という神社の等差が設定され近代社格制度がはじまる。
淫祠とは「神典正史に被載候諸社は勿論所由ありて禁来候霊祠等は淫祠と申間敷筋に候事」と明治二年（1869年）三月五日付の松江藩伺に対する回答で説明されている。
官社以下定額及神官職員規則等別紙の通被 仰出候、尤府藩県社・郷社の分は先達て差出候明細書を以取調 区別の上追て神祇官より差図に可及候条……官幣国幣官社以外府藩県社郷社二等を以て天下諸社の等差とす右官社定額の外式内及国史見在の諸社期年検査を歴て更に官社に列すへし……—明治4年5月14日 太政官布告235号、
第三十条 淫祠無檀無住の寺院を廃する事—明治四年八月十九日「大蔵省事務章程節録」、
明治5年（1872年）神社の整理は教務省管轄となり「別段の由緒格式等も無の社寺にて従来及衰頻永続難渋の向等廃合の所分允当に全るの分」がその対象となったが混乱が起き通達を出した。
自今社寺を合併し及其所属の地に關渉する處分は各地方官に於て其事由を明細取調教務省へ可伺出事—教務省明治五年三月二十八日第百四號、
神社寺院合併等の儀者事由明細取調教部省へ可相伺旨第百四号布告有之候右は強て合併可致との御旨意には無の従来氏子等も無の社殿頗敗し無檀無住にて堂宇破壊し又は小社小寺に付永久取続の目途無之分は諸般故障の有無糺し廃合の適宜を勘酌し詳悉調書を以て当省へ可伺出事に候条各地方庁区区之処分無之様可致候事—教務省明治五年六月十日第六号府県、
明治7年（1874年）4月特選神名牒の編纂がきまり、6月29日府県へ式内社等の調査を布達した。
今般於当省神名牒纂定致候條各管内延喜式内幷国史見在の神社にて当今其所在未定或は社地堙埋の分は無遺漏捜索検覈致し毎社考証書及絵図面をも相添可差出且又式帳国史外と雖も格別の古社……幷に古社に非らすも其地方に深き由縁の神社……有之候はは当今社格の有無に拘らす別紙雛形に照準逐一取調可申尤右神社の儀に付考証等有之者は無忌憚書出候様管下人民へも普く相達来る九月限り取纒め可差出此旨相達候事……—教務省達明治七年六月二十九日第二十八号府県、
明治7年6月10日、神社統廃合差し止めの教務省通達(達書第二十三号)が出される。
明治12年（1879年）内務省達乙第三十一号にて各管下神社寺院明細帳の様式が細かく指定されている中で「一 祭神由緒不詳と雖も古老の口碑等に存する者は其旨を記し境内遥拝所等無之者は其項を除くへし」とあるが、元々信憑性が不明であったり確定不能であるのが普通である由緒・口碑等への信憑性の判定に行政官は不干渉だったことが滋賀県から内務省へ宛てた史料から垣間みえる。
明治15年(1882年)4月、興福寺再興。明治18年(1885年)興福会発会。会長は九条道孝、会員は久邇二品親王、近衛忠熙、元学侶の中御門胤隆他。
明治27年（1894年）2月27日、府県郷社には社司一名および社掌若干名を、また村社以下の神社にも社掌若干名を置くことが義務付けられた（勅令第二二号）。

### 社格制度
社格を上げる条件は由緒・縁起の格式だけでなく、財政面でもクリアしなければならなかった。

第一条	左項の一に当り、境内地六百坪以上にして、本殿、拝殿（但し同一建物にして本殿、拝殿を区画したるものを含む）、鳥居及社務所（社殿の構造、境内の風致等、其府県内の壮観にして最も有名なるもの）を具へ、現金五千円以上若くは之に相当する国債証書又は土地、及弐千戸以上の氏子を有する神社は府社若くは県社に列することを得。

第一 延喜式若くは六国史所載の神社

第二 一国の総社たりしもの

第三 祭神の功績、史上（乗）に顕著ニシテ其地方に縁故あるもの又は特別由緒ある神社

第二条	左項の一に当り、境内地五百坪以上にして、……現金参千円以上若くは……、及千戸以上の氏子を有する神社は郷社に列することを得。 第一 延喜式若くは六国史所載の……

第三条 無格社にして境内地参百坪以上を有し、……現金弐千円以上若くは……、及弐百戸以上の氏子を有する神社は村社に列することを得。

第四条 前条氏子なき神社は崇敬者を以て氏子と看倣すことを得（氏子同様の義務を負担するものにして其の名簿は町村長の証明を要す）。……—明治30年（1897年）府県郷村社昇格内規、
```
明治39年（
1906年
）4月28日、神饌幣帛料公費支出（勅令第九六号）
[
30
]
```

### 明治末期の神社合祀
明治39年神社合祀令以降、1898年から1916年の間に境外無格社は大阪府約8割、滋賀県約5割、奈良県約4割、京都府約2割、府県郷村社は大阪府約5割、奈良県、滋賀県、京都府約1割が消失した。「三十九年より四十二年末に至る迄に、府県社、郷社、村社、無格社の数が、実に四万五千も減って居る。」。全体でみれば府県社・郷社の減少はほとんどみられないが、大阪府では府郷村社は半分、三重県では明治36年に1万524あった神社が大正2年には1165にまで減少した。
神社寺院仏堂の合併に因り不用に帰したる境内官有地は官有財産管理上必要のものを除くの外内務大臣に於て之を其の合併してる神社寺院仏堂に譲与することを得—神社寺院仏堂合併跡地ノ譲与ニ関スル件, 明治三九年年八月十日勅令第二百二十号、

#### 目的
神社合祀の目的は、神社の数を減らし残った神社に経費を集中させることで一定基準以上の設備・財産を備えさせ、神社の威厳を保たせて、神社の継続的経営を確立させることにあった。また、教派神道は宗教として認めるが、神社は宗教ではなく「国家の宗祀」であるという明治政府の国家原則（宗・政・祭体制）に従って、地方公共団体から府県社以下神社に公費の供進を実現させるために、財政が負担できるまでに神社の数を減らすことにもあった。
この政策は内務省神社局が主導したが、同省地方局の関与もあったらしい。というのも、地方局は合祀の目的の一つである地方公共団体からの府県社以下神社への公費供進を認めるのを地方公共団体にさらなる財政負担を求めるものとして消極的だったが、それを認める代わりに地方自治政策の一環としての神社中心説を神社合祀政策に盛り込んだのであった。
神社中心説とは地方の自治は神社を中心に行なわれるべきだという考えのことで、これにより合祀政策に一町村一神社の基準が当てはめられることとなった。神社の氏子区域と行政区画を一致させることで、町村唯一の神社を地域活動の中心にさせようとしたのである。

### 合祀政策の経緯
神社合祀政策は1906年（明治39年）の第1次西園寺内閣において、内務大臣・原敬によって出された勅令によって進められ、当初は地域の実情に合わせかなりの幅を持たせたものであった。だが、第2次桂内閣の内務大臣平田東助がこの訓令を強固に推し進めることを厳命したため、全国で1914年（大正3年）までに約20万社あった神社の7万社が取り壊された。特に合祀政策が甚だしかったのは三重県で、県下全神社のおよそ9割が廃されることとなった。和歌山県や愛媛県もそれについで合祀政策が進められた。しかし、この政策を進めるのは知事の裁量に任されたため、その実行の程度は地域差が出るものとなり、京都府では1割程度ですんだ。
この官僚的合理主義に基づいた神社合祀政策は、必ずしも氏子崇敬者の意に即して行なわれなかった。当然のことながら、生活集落と行政区画は一致するとは限らず、ところによっては合祀で氏神が居住地からはほど遠い場所に移されて、氏子が氏神参拝に行くことができなくなった地域もある。合祀を拒んだ神社もあったが、所によってはなかば強制的に合祀が行なわれた。

### 合祀反対運動
氏子・崇敬者の側としては、反対集会を開くこともあったが、主として大きな運動もできず、合祀によって廃された神社の祭神が祟りを起こしたなどと語る形でしか不満を示すことはできなかった。
とはいうものの、この合祀政策は、博物学者・民俗学者で粘菌の研究で知られる南方熊楠ら知識人が言論によって強い反対を示した。南方は、合祀によって①敬神思想を弱める、②民の和融を妨げる、③地方を衰微する、④民の慰安を奪い、人情を薄くし、風俗を害する、⑤愛国心を損なう、⑥土地の治安と利益に大害がある、⑦史跡と古伝を滅却する、⑧天然風景と天然記念物を亡滅すると批判した。こうした反対運動によって次第に収束して、帝国議会での答弁などを通して、1910年（明治43年）以降には急激な合祀は一応収まった。しかし、時既に遅く、この合祀政策が残した爪跡は大きく、多数の祭礼習俗が消えてしまい、宗教的信仰心に損傷を与える結果となった。

### 合祀された神社の復祀
戦後になると、戦前の神社非宗教体制は解体され、すべてが宗教法人となった。一度合祀されたものの後に復祀された神社も少なくなかった。名目上合祀された後も、社殿などの設備を残したところもあり、そういったところでは復祀が行なわれ易かった。全般的にみて、合祀以前の崇敬基盤がその後も維持されたところでは復祀が行なわれ易かったが、行政区画の統廃合や状況の変化で崇敬基盤となった共同体が消滅や変化をした場合は復祀されない傾向にあった。

### 神社合祀の禍根と神社神道の分裂
戦後の復祀の動きと共に、かつての強制的な合祀の政策に対する反感が業界内で表面化した。京都府では官国幣社主導の神社本庁加盟の動きに反発する形で神社本教が分離独立、北海道では北海道神社協会が神社本庁と決別する形で設立された。

## 研究書籍・論文
- 安丸良夫『神々の明治維新』岩波書店〈岩波新書〉、1979年。ISBN 4-00-420103-9。
- 華園聰麿「明治期における神社の廃合の経過と影響 ―中国地方一山村における事例研究―」『論集』第8巻、東北印度学宗教学会、1-51頁、1981年12月31日。ISSN 0387-6543。2021年2月15日閲覧。
- 西川順士「神社整理問題の史的考察」（『神道研究』3巻4号、1942年）
- 土岐昌訓「明治以降に於ける神社整理の問題」（『神道宗教』17号、1958年）
- 萩原龍夫「神社祭祀」（和歌森太郎編『宇和地帯の民俗』吉川弘文館、1961年）
- 桜井徳太郎「斎忌習俗の解体過程」（伊東多三郎編『国民生活史研究』5集、吉川弘文館、1962年）
- 桜井徳太郎『神仏交渉史研究：民俗における文化接触の問題』吉川弘文館、1968年
- 楠本慎平「明治末期の神社合併について：富田郷を中心として」（『田辺文化財』6号、1962年）
- 原田敏明「神社合併と宮座の変化」（原田敏明『村祭と座』中央公論社、1976年）
- 千葉正士「一市町村一神社の理念と総鎮守の制」（『社会と伝承』8巻1号、1964年）
- 森岡清美「明治末期における集落神社の整理：三重県下の合祀過程とその結末」（東京大学東洋文化研究所『東洋文化』40号、1966年）
- 森岡清美「明治末期における集落神社の整理（2）：その全国的経緯」（東京教育大学文学部『社会科学論集』16号、1969年）
- 森岡清美『近代の集落神社と国家統制：明治末期の神社整理』（日本宗教史研究叢書）吉川弘文館、1987年
- 森岡清美「明治初年における小祠処分と無格社」（下出積與編『日本宗教史論纂』桜楓社、1988年）
- Wilbur M. Fridell,Japanese shrine mergers, 1906-12 : State Shinto moves to the grassroots,Sophia University,1973
- 米地実「明治末期の神社整理：長野県における通牒などを中心として」（慶應義塾大学『法学研究』41巻9号、1968年）
- 米地実「明治末期神社行政に関する覚書：いわゆる神社整理について」（『日本女子大学紀要・文学部』22号、1972年）
- 米地実「明治末期神社整理に関する一事例：長野県諏訪郡湖南南真志野の場合」（『日本女子大学紀要・文学部』23号、1973年）
- 米地実『村落祭祀と国家体制』御茶の水書房、1977年
- 孝本貢「神社合祀：国家神道化政策の展開」（田丸徳善ほか編『近代との邂逅』（日本人の宗教3）佼成出版社、1973年）
- 孝本貢「神社整理と地域社会：神奈川県相模原市の事例」（笠原一男編『日本における政治と宗教』吉川弘文館、1974年）
- 桜井治男・森安仁「神社合併と村祭の変化：三重県度会郡穂原村」（『社会と伝承』12巻4号、1971年）
- 桜井治男「神社合併と村祭の変化：北伊勢地方の事例」（『皇學館大学紀要』14輯、1976年）
- 桜井治男「神社合祀と山の神：参宮街道の事例」（『皇學館論叢』12巻5号、1979年）
- 桜井治男「神社整理と神社復祀」（宗教社会学研究会編『宗教・その日常性と非日常性』雄山閣、1982年）
- 桜井治男「明治末期の神社整理と御頭神事：三重県下の事例」（『皇學館大学神道研究所所報』22号、1982年）
- 桜井治男「神撰幣帛料供進社の指定をめぐる諸問題」（『神道宗教』117号、1984年）
- 桜井治男「神社整理と村落融合」（『宗教研究』263号、1985年）
- 桜井治男『蘇るムラの神々』大明堂、1992年
- 沼部春友「神社合祀に関する一考察」（『宗教研究』214号、1973年）
- 岸本昌良「神社合祀・再考」（駒澤大学大学院社会学研究会『ソキエタス』6、1979年）
- 岸本昌良「神社合祀の論理」（駒澤大学大学院社会学研究会『ソキエタス』7、1980年）
- 岸本昌良「神社合祀の実態」（『史潮』新9号、1981年）
- 鈴木通大「神社合祀後における＜分祀＞について：神奈川県下の民俗事例をもとに」（『神奈川県立博物館研究報告』10、1982年）
- 田中宣一「一村落における明治末期の神社整理：神奈川県川崎市麻生区岡上の場合」（『成城文芸』103号、1983年）
- 山本悠二「宮城県における神社統合政策の展開」（『歴史』64輯、1985年）